# Marius Coman
Marius Coman (sinh ngày 31 tháng 7 năm 1996) là một cầu thủ bóng đá người România thi đấu cho CFR Cluj ở vị trí tiền đạo.

## Danh hiệu

### Câu lạc bộ
CFR Cluj
- Liga I: 2017–18